# Cricotopus rivulorum
Cricotopus rivulorum är en tvåvingeart som först beskrevs av Jean-Jacques Kieffer 1925.  Cricotopus rivulorum ingår i släktet Cricotopus och familjen fjädermyggor.
Artens utbredningsområde är Tyskland. Inga underarter finns listade i Catalogue of Life.